# NGC 6541
NGC 6541 is een bolvormige sterrenhoop in het sterrenbeeld Zuiderkroon. Het hemelobject werd op 19 maart 1826 ontdekt door de Italiaanse astronoom Niccolò Cacciatore.

## h 5014
Vanaf de aarde gezien bevindt NGC 6541 zich een derde van een graad ten zuidoosten van de dubbelster h 5014 (magnitude +5). Amateurastronomen kunnen h 5014 aanwenden als gidsobject om op zoek te gaan naar NGC 6541.

## Synoniemen
- GCl 86
- ESO 280-SC4